# Sundiata Keita
Sundiata Keita, död 1255, var en afrikansk härskare. Han var mansa, monark, i Maliriket mellan cirka 1235 och 1255.